# Кентшиньский, Войцех
Во́йцех Кентши́ньский (старая передача имени — Войтех Кентржинский, пол. Wojciech Kętrzyński, имя при рождении Адальберт фон Винклер, нем. Adalbert von Winkler; 11 июля 1838, Лец, Пруссия — 15 января 1918, Львов) — польский историк.

## Биография
Из германизированного кашубского рода (отец принял фамилию фон Винклер в 1821 году). В университете Адальберт фон Винклер, воспитанный как немец, воспринял польскую национальную идентичность и поменял фамилию на изначальную в роду (Кентшиньский). Кентшиньский был активистом польского движения на территории Пруссии, в Мазурии. Затем переехал в Австро-Венгрию.
Директор известного львовского института Оссолинских. Из его сочинений известны: «Die Sygier» (1868); «Nazwy miejscowe Prus zachodnich, wschodnich i Pomorza» (1879); «Katalog rękopisów bibljoteki Ossolińskich» (1881—1886).
После Второй мировой войны в честь Кентшиньского город Растенбург в бывшей Восточной Пруссии был переименован в Кентшин (1946).
Похоронен на Лычаковском кладбище во Львове.